# 1979-1982 BEST
『1979-1982 BEST』（1979-1982 ベスト）は、チャゲ&飛鳥（現：CHAGE and ASKA）のベスト・アルバム。1982年12月21日に発売された。発売元はワーナー・パイオニア（現：ワーナーミュージック・ジャパン）。

## 解説
チャゲ&飛鳥初のベスト・アルバム。カセットのみで発売された。
A面は「ASUKA SIDE」としてASUKAの作品が、B面は「CHAGE SIDE」としてCHAGEの作品が収められている。
公認作品ではあるが、現在もCD化されていないためか、公式サイトのディスコグラフィに本作は記載されていない。

## 収録曲
| 全作曲: 飛鳥涼。 |                                   |                  |            |          |
| #                | タイトル                          | 作詞             | 作曲・編曲 | 編曲     |
| 1.               | 「南十字星」                      | 飛鳥涼           | 飛鳥涼     | 瀬尾一三 |
| 2.               | 「魅惑」                          | 松井五郎         | 飛鳥涼     | 後藤真和 |
| 3.               | 「万里の河」                      | 飛鳥涼           | 飛鳥涼     | 瀬尾一三 |
| 4.               | 「夢から夢へ」                    | 飛鳥涼           | 飛鳥涼     | 瀬尾一三 |
| 5.               | 「ひとり咲き ('82 大阪城ライブ)」 | 飛鳥涼           | 飛鳥涼     | 瀬尾一三 |
| 6.               | 「熱い想い」                      | 飛鳥涼、松井五郎 | 飛鳥涼     | 平野孝幸 |

| 全作曲: チャゲ。 |                        |                  |            |          |
| #                | タイトル               | 作詞             | 作曲・編曲 | 編曲     |
| 1.               | 「嘘」                 | 松井五郎         | チャゲ     | 瀬尾一三 |
| 2.               | 「月が海にとける夜」   | チャゲ、松井五郎 | チャゲ     | 瀬尾一三 |
| 3.               | 「花暦」               | 松井五郎         | チャゲ     | 平野孝幸 |
| 4.               | 「誓い」               | 松井五郎         | チャゲ     | 平野孝幸 |
| 5.               | 「夏は過ぎて」         | 田北憲次         | チャゲ     | 瀬尾一三 |
| 6.               | 「終章（エピローグ）」 | チャゲ、田北憲次 | チャゲ     | 瀬尾一三 |

## 楽曲解説

### ASUKA SIDE
1. 南十字星
3rdアルバム『黄昏の騎士』収録曲。イントロがオリジナルより長い別バージョン。
2. 魅惑
オリジナルサウンドトラックアルバム『熱い想い』収録曲。
3. 万里の河
2ndシングル。
4. 夢から夢へ
1stアルバム『風舞』収録曲。
5. ひとり咲き ('82 大阪城ライブ)
1stシングル。1982年に行われた大阪城西の丸庭園での野外ライブ「THE夏祭り'82」の音源である。
6. 熱い想い
6thシングル。シングル・ヴァージョン。

### CHAGE SIDE
1. 嘘
2ndアルバム『熱風』収録曲。
2. 月が海にとける夜
3rdアルバム『黄昏の騎士』収録曲。
3. 花暦
2ndアルバム『熱風』収録曲。
4. 誓い
3rdアルバム『黄昏の騎士』収録曲。
5. 夏は過ぎて
1stアルバム『風舞』収録曲。
6. 終章（エピローグ）
1stアルバム『風舞』収録曲。